# Palm Beach (Nuovo Galles del Sud)
Palm Beach è un sobborgo di Sydney marino nel Nuovo Galles del Sud in Australia. Si trova a 41 chilometri a nord del centro di Sydney, nell'area di governo locale di Northern Beaches Council (consiglio delle spiagge settentrionali), nella regione di Northern Beaches region (regione delle spiagge settentrionali).
Palm Beach si trova su una penisola alla fine di Barrenjoey Road, tra Pittwater e Broken Bay Palm Beach viene spesso nominata Palmy.

## Nella cultura di massa
Palm Beach è usata come luogo di riprese esterne per le soap opera Home and Away, della città fittizia di Summer Bay.